# Álvaro III av Kongo
Álvaro III av Kongo, död 1622, var kung av Kongo mellan 1615 och 1622.